# Fredrik Vahle

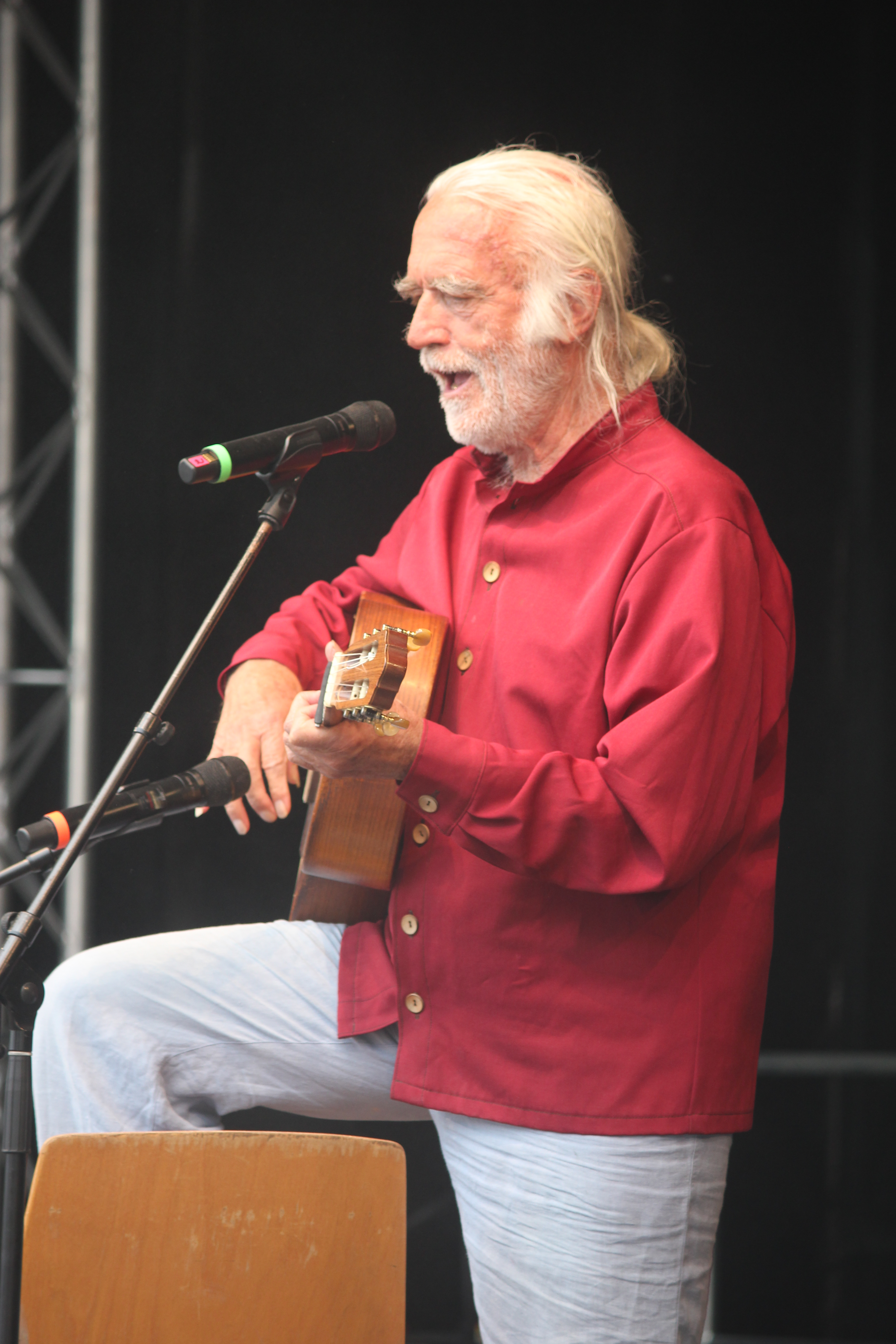
Fredrik Vahle, Auftritt beim Open Ohr Festival 5. Juni 2022

Fredrik Vahle (* 24. Juni 1942 in Stendal; eigentlich Friedrich-Eckart Vahle) ist ein deutscher Liedermacher und Autor. Bekannt wurde er durch seine Kinderlieder und -bücher. Fredrik Vahle ist Mitglied im PEN-Zentrum Deutschland.
Vahle ist zudem als außerplanmäßiger Professor für Germanistik an der Justus-Liebig-Universität Gießen und als Übersetzer tätig. Er wohnt seit Jahrzehnten im Lollarer Stadtteil Salzböden.

## Leben
Friedrich-Eckart Vahle wurde 1942 in Stendal als Kind künstlerisch tätiger Eltern, des Malers Fritz Vahle und der Grafikerin Ingeborg Vahle-Giessler, geboren; beim Großvater lernte er Klavierspielen. Er übersiedelte mit seiner Familie 1956 in die Bundesrepublik nach Darmstadt. Nach dem Abitur studierte er Deutsch und Politik. 1968 nahm er im Duo Ulli und Fredrik mit Ulrich Freise seine erste LP mit Liedern auf. Nach seinem Universitätsabschluss promovierte er in Soziolinguistik und verfolgte sein Interesse für Kinderlieder in einer Habilitation über Kindersprache und Kinderlied.

## Kinderlieder
Gemeinsam mit Christiane Knauf verfasste er bei der Arbeit mit einer Gruppe lernbehinderter Kinder erste eigene Kinderlieder. Christiane & Fredrik traten regelmäßig in Kindergärten, Buchhandlungen und Kinderliederfestivals im In- und Ausland auf und veröffentlichten 1973 mit Die Rübe ihre erste Kinderplatte. Die Veröffentlichung verschiedener weiterer MCs und CDs folgten. Nach Reisen durch Mittelamerika in den 1980ern verfasste er auch Kinderbücher, die von dem Leben von Kindern in diesen Ländern erzählen, so etwa Manuel und Ich erzähle von Pedro.

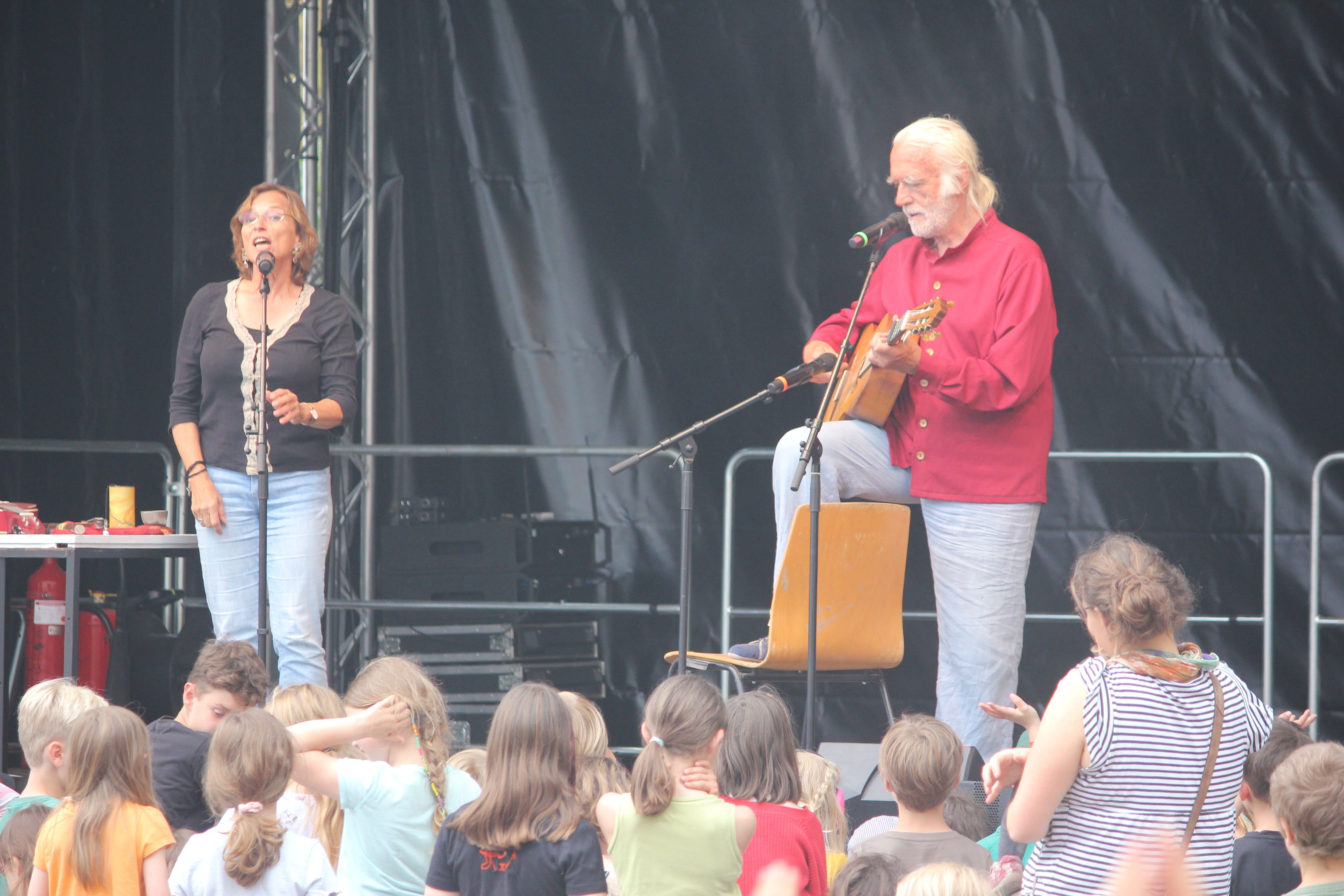
Dietlind Grabe-Bolz und Fredrik Vahle, Open Ohr 2022

Seine Hauptbeschäftigung blieben aber die eigenen Kinderlieder, die er in Zusammenarbeit mit Dietlind Grabe-Bolz als Gesangspartnerin aufnahm und vortrug.
Fredrik Vahles frühe Kinderlieder der 1970er Jahre griffen Themen auf, die für Kinder zu dieser Zeit noch tabuisiert waren wie Arbeit und Arbeitslosigkeit, Schule, Erziehung, Krieg, Umwelt, Emanzipation, Sexualität und das Leben ausländischer Einwohner. Die neueren Titel beschäftigen sich vor allem mit Freude an Musik, Sprache und Bewegung.
Zu seinen bekanntesten Liedern zählen Anne Kaffeekanne, Der Katzentatzentanz, Der Spatz, Der Hase Augustin, Der Fuchs, Das Hau-Mich-Nicht-Lied, Der Cowboy Jim aus Texas und Der Friedensmaler.
Mit dem Titel Kawuras, der Krebs produzierte er das in Deutschland bislang erfolgreichste auf einem Kalamatianos-Rhythmus basierende Lied.
Lange bevor der Katzentatzentanz öffentlich dafür kritisiert wurde, dass die Protagonistin im Text andere Tiere aufgrund körperlicher Merkmale ausgrenze, nahm Vahle für alle neueren (Wieder-)Veröffentlichungen eine Version auf, in der sich die Katze nach anfänglicher Ablehnung besinnt und mit jedem der Tiere tanzt, nicht nur mit dem Kater. Daneben verfasste er Nonsenslieder und sprachspielerische Verse und zweisprachige Lieder (Der Elefant – Lieder in unserer und in Eurer Sprache, 1981).
In den vergangenen Jahren nahmen die neuen Bewegungslieder und Workshops zum Thema Sprache und Bewegung einen Großteil seiner Arbeit, auch seiner Lehrtätigkeit an der Universität Gießen, ein.

## Zitat
„Mein politisches Engagement kam vom Ethischen, vom Literarischen und vom Geiste her: Das war von Bert Brecht, Heinrich Heine und Federico García Lorca geprägt.“

## Werke (Auswahl)

### Bücher
- Schräge Lieder, schöne Töne. Gütersloher Verlagshaus, 2019, ISBN  978-3-579-01485-2.
- Das kleine Sau-Zen oder Achtsamkeit mit Borsten. OSSOLit. Verlag, 2017, ISBN 978-3-942450-25-6.
- Das Anne-Kaffeekanne-Liederbuch. Ellermann im Dressler-Verlag, 2014, ISBN 978-3-7707-3947-9.
- Kinder durch Bewegung und Musik innerlich stärken. Beltz Verlag, 2014, ISBN 978-3-407-62901-2.
- Sprache mit Herz, Hand und Fuß. Beltz Verlag, 2010, ISBN 978-3-407-62725-4.
- Federico oder Das Leben ist kein Hühnerspiel. Beltz Verlag, 1998, ISBN 978-3-407-78299-1.
- Winter-Wunder-Weihnachtswald. Patmos Verlag, 2005, ISBN 3-491-88807-7 (Hörbuch)

### Musiktonträger
- Der Elefant. 2017, ISBN 978-3-8398-4885-2
- Lilo Lausch läuft leise: Lieder vom Fühlen, Horchen und Achtsamsein. 2015, ISBN 978-3-8398-4707-7
- Singen das geht so!: Kinderlieder, Klänge und kleine Gesänge. 2011, ISBN 978-3-7941-8570-2
- Alles ist Schwingung, alles ist Klang. 2018, ISBN 978-3-8398-4902-6
- Glitzerschnee und Knoblauchpizza. Pläne, 1987.
- Anne Kaffeekanne. 12 Lieder zum Singen, Spielen u. Tanzen. 1984. (DE: Platin)[5][6]
- Der Spatz. 1990.
- Die Rübe. Zusammen mit Christiane Knauf. Pläne, 1973.
- der Fuchs. Zusammen mit Christiane Knauf. Pläne, 1976

## Würdigungen und Auszeichnungen
- Ende März 2019 erschien zur Würdigung von Fredrik Vahles Kinderlied-Verdiensten ein Hommage-Album der besonderen Art: Musiker verschiedener Genres huldigten dem Meister mit individuellen Interpretationen seiner bekanntesten Lieder. An diesem Album namens Zugabe haben sich beteiligt: Heinz Rudolf Kunze (Ping Pong Pinguin), Maren Kroymann (Anne Kaffeekanne), Max Mutzke (Der Friedensmaler), Hobby (= Wigald Boning & Roberto Di Gioia) (Hokus Pokus Fidibus), De-Phazz feat. Pat Appleton (Das Hexenmädchen), Deine Freunde (Stille), Mia Diekow (Schlaflied für Anne), Ekki & Kathrin (= Erdmöbel) (Der Umzug), Johannes Falk (Wir sind alle Himmelskinder), Hartmut Höfele (Die Rübe), Pawel Popolski & Fräulein Schneider (Der Spatz), Stoppok & Fjarill (Das kleine bunte Trampeltier), Tex (Der Cowboy Jim aus Texas), Kai & Funky von Ton Steine Scherben mit Gymmick (Dracula-Rock), Max Prosa & Sarina Radomski (Das Rackedickeducke-Lied) sowie Randale (Der Hase Augustin).[7]
- Im Juni 2007 wurde Vahle die Ehrenbürgerschaft der Stadt Lollar auf Beschluss der Stadtverordnetenversammlung zuerkannt.[8]
- Für seine Verdienste in der Entwicklung des neuen Kinderliedes wurde Vahle am 29. Februar 2000 das Bundesverdienstkreuz am Bande verliehen.[9]
- Vahle gehört dem Wissenschaftlichen Beirat des Berufsverbandes der Präventologen e. V. an.[10]
- 2022 wurde Vahle der Wildweibchenpreis der Reichelsheimer Märchen- und Sagentage verliehen.[11]